# Ключові компетентності
Компетентність — це сукупність особистісних якостей учня (ціннісно-смислових орієнтацій, знань, умінь, навичок, здібностей), зумовлених досвідом його діяльності у певній соціально і особистісно значущій сфері, а компетенція — відчужена від суб'єкта, наперед задана соціальна норма (вимога) до освітньої підготовки учня, необхідна для його якісної продуктивної діяльності в певній сфері, тобто соціально закріплений результат.
Ключові компетентності, що формуються на уроках мови та літератури: Мовознавча компетентність; Літературознавча компетентність; Соціальна компетентність; Полікультурна компетентність; Інформаційна компетентність; Комунікативна компетентність; Творча компетентність ; Самоосвітня компетентність.

## Мовнокомунікативна компетентність
З'ясовано, що у структурі мовнокомунікативної компетентності мають місце такі складники: мовний, основу якого становлять фонетичні, орфоепічні, лексичні, фразеологічні, граматичні, правописні, стилістичні вміння, мовленнєвий, пов'язаний зі здатністю текстосприймання та текстотворення, комунікативний, пов'язаний зі здатністю ефективного спілкування в різних соціальних ситуаціях. Якщо взяти для прикладу праці Ф. Бацевича, К. Климової, М. Пентилюк, мовнокомунікативну компетентність потрактовуємо як здатність користуватися мовою (знання одиниць мови та правил їх поєднання) залежно від ситуації, особлива якість мовленнєвої особистості, набута в процесі спілкування або спеціально організованого навчання  [Архівовано 19 січня 2022 у Wayback Machine.].

## Соціальна компетентність
Формування соціальної компетентності відбувається завдяки стимулюванню діалогічного спілкування; проведенню тренінгів соціальної активності. Під час проведення позакласних заходів у формі ситуативних занять. При написанні творів «Якби я був президентом …», «Якби я був директором школи …». Формування засобами предмета патріотичних почуттів, поваги до історії, рідної мови, традицій українського народу .

## Полікультурна компетентність
Полікультурна компетентність формується за допомогою проведення інтегрованих уроків, уроків – екскурсій, зустрічей з цікавими людьми. Застосування в уроці рольових ігор, «круглих столів» з питань культури та мистецтва та нетрадиційних форм організації уроків (інтелект — шоу, ерудит — контейс, лінгвістичний феєрверк, літературний салон). Це дозволить сприяти розвитку духовності учнів  [Архівовано 15 січня 2022 у Wayback Machine.].

## Інформаційна компетентність
Формування інформаційної компетентності відбувається шляхом розвитку умінь учнів обирати потрібні джерела інформації та вдосконелення вмінь використовувати додаткову літературу. Вироблення умінь складати схеми та читати їх. Залучати учнів до використання комп'ютера, мережі Інтернет як потужного інструмента здобуття та обробки інформації. Стимулювати критично ставитись до повідомлень засобів масової інформації. Виховання в учнів загальної інформаційної культури  [Архівовано 15 січня 2022 у Wayback Machine.].

## Комунікативна компетентність
Формування комунікативної компетентності починається з підготовки дидактичних матеріалів до уроків розвитку мовлення. За допомогою розробки нестандартних уроків, які передбачають максимальне спілкування учнів. Залучати дітей до створення власного словника труднощів української та російської мови. Створювати на уроці життєві ситуації. Залучати дітей до випуску стінгазет, буклетів, лепбуків.Удосконалювати вміння слухати і чути з метою запобігання помилок у чужому і власному мовлені  [Архівовано 15 січня 2022 у Wayback Machine.].

## Творча компетентність
Формування творчої компетентності на уроках української мови відбувається завдяки раціональному підборі творчих завдань, творчому підходу до вибору теми творів та проведення позакласної роботи.